# Dmitri Kozak
Pour les articles homonymes, voir Kozak.
Dmitri Nikolaïevitch Kozak (en russe : Дмитрий Николаевич Козак), né le 7 novembre 1958 à Kirovograd (RSS d'Ukraine), est un homme politique russe.

## Biographie
Diplômé en droit de l'université d'État de Léningrad en 1985, il est procureur général dans cette ville, et après l'effondrement de l'Union soviétique occupe différents postes dans l'administration municipale de Saint-Pétersbourg. Il devient en 1998 vice-gouverneur de la ville.
En 1999, il entre dans le gouvernement de Vladimir Poutine. Il échoue à régler le conflit entre Moldavie et Transnistrie en 2003[réf. nécessaire], et se consacre ensuite à la réforme de l'administration ; mais en septembre 2004, Vladimir Poutine interrompt la mission qui lui a été confiée pour le nommer plénipotentiaire présidentiel dans le district fédéral du Sud. Kozak contribue notablement à apaiser les tensions engendrées par la prise d'otages de Beslan[réf. nécessaire].
Il est représentant plénipotentiaire du président russe dans le district fédéral du Sud, du 13 septembre 2004 au 24 septembre 2007, date à laquelle il succède à Vladimir Iakovlev comme ministre du Développement régional dans le gouvernement de Viktor Zoubkov.
Le 14 octobre 2008, il est nommé vice-premier ministre responsable de la préparation des Jeux olympiques d'hiver de 2014 à Sotchi. En tant que vice-premier-ministre, il est responsable en 2014 de coordonner l'action du gouvernement russe dans l'annexion de la Crimée et de l'intervention dans le Donbass qui intervient simultanément aux Jeux. C'est pour cette raison qu'il est frappé par les sanctions de l'Union européenne d'interdiction de voyager en Union européenne et du gel de ses avoirs éventuels dans le territoire de l'Union, dans le cadre des sanctions contre de la fédération de Russie pour son immixtion dans la crise ukrainienne de 2013-2014.
Depuis le 18 mai 2018, il est chargé des secteurs de l'énergie et l'industrie, après que son nom a été évoqué comme représentant du gouvernement russe pour l'application des accords de Minsk en remplacement de Sourkov. Il participe le 16 juin 2021 au sommet de Genève entre Joe Biden et Vladimir Poutine avec d'autres délégués.

## Décorations
Il a le grade civil de conseiller d'État effectif de la fédération de Russie de 1re classe.